# 新北市聖心女子高級中學
新北市聖心女子高級中學（Sacred Heart High School for Girls；政府登記為天主教聖心學校財團法人新北市聖心女子高級中學），简称聖心女中，是位於臺灣新北市八里區的一所天主教女子完全中學，由聖心修女會在1960年創立。

## 沿革
1960年，聖心修女會修女康恩德修女與孫知微修女等四人，於6月建立私立聖心中學，並由孫知微擔任首任校長。1961年9月設立初中部。
2022年6月21日「財團法人新北市私立聖心女子高級中學法人」與「財團法人新北市私立聖心國民小學法人」合併為「天主教聖心學校財團法人」，原有兩校更名為「天主教聖心學校財團法人新北市聖心女子高級中學」、「天主教聖心學校財團法人新北市聖心國民小學」。

## 歷任校長
| 任別    | 姓名   |
| ------- | ------ |
| 1       | 孫知微 |
| 2       | 陳瑞璋 |
| 3       | 周繼文 |
| 4       | 蔡淑芳 |
| 5       | 陳宗樑 |
| 6       | 熊名昭 |
| 7       | 林沛英 |
| 8(現任) | 魏雪玲 |

## 相關資料
- 聖心女中
- 聖心學校列表（英语：List of Schools of the Sacred Heart）